# Kashmir (musikgrupp)
Kashmir är en dansk musikgrupp som bildades år 1991 i Köpenhamn på Kastanievejens Efterskole.
Gruppen lanserade genrebeteckningen Groovecore då debutalbumet Tavelogue släpptes på det nystartade skivbolaget Start år 1994. Med energität rockmusik, tung funk och humoristiska texter fick de en större publik bland de unga.
Kashmir kom tvåa år 1993 i tävlingen DM i Rock efter gruppen Dizzy Mizz Lizzy. Med det andra albumet, Cruzential, blev musiken mer seriös, men det var först med albumet The Good Life år 1999, som Kashmirs humor avlivades och ersattes med mer eftertänksam rockmusik. Just detta album gav Kashmir sex grammy vid Danmarks grammygala 2000.
Under inspelningen av det fjärde albumet Zitilites följde filmaren Kasper Torsting bandet från start till slut. Där visas hur Kasper Eistrup (sångare) kom över en skrivblockering, bandet reste till USA i försöket att få ett internationellt skivkontrakt och därigenom försöka lansera sin musik. År 2005 släpptes albumet No Balance Palace där rocklegenderna David Bowie och Lou Reed medverkar.

## Bandmedlemmar
- Kasper Eistrup (sång och gitarr)
- Mads Tunebjerg (bas)
- Henrik Lindstrand (keyboard och gitarr)
- Asger Techau (trummor)

## Diskografi

### Album
- 1994 – Travelogue
- 1996 – Cruzential
- 1999 – The Good Life
- 2003 – Zitilites
- 2005 – No Balance Palace
- 2010 – Trespassers
- 2011 – Katalogue
- 2013 – E.A.R

### EP
- 1995 – Travelogue: The Epilogue
- 2001 – Home Dead

### DVD
- 2004 – Rocket Brothers
- 2005 - Aftermath